# گدازه (فیلم ۲۰۰۱)
گدازه (انگلیسی: Lava) یک فیلم است که در سال ۲۰۰۱ منتشر شد. از بازیگران آن می‌توان به تام بل اشاره کرد.